# Comuna Leliceni, Harghita
Leliceni (în maghiară: Csikszentlélek) este o comună în județul Harghita, Transilvania, România, formată din satele Fitod, Hosasău, Leliceni (reședința) și Misentea.
Comuna a fost înființată în anul 2003, (PI 519/2003) prin reorganizarea comunei Sâncrăieni.

## Demografie
Componența etnică a comunei Leliceni
     Maghiari (88,71%)
     Romi (3,89%)
     Români (3,16%)
     Alte etnii (0,12%)
     Necunoscută (4,13%)
Componența confesională a comunei Leliceni
     Romano-catolici (82,72%)
     Reformați (3,72%)
     Ortodocși (2,67%)
     Penticostali (1,9%)
     Alte religii (4,13%)
     Necunoscută (4,86%)
Conform recensământului efectuat în 2021, populația comunei Leliceni se ridică la 2.471 de locuitori, în creștere față de recensământul anterior din 2011, când fuseseră înregistrați 2.010 locuitori. Majoritatea locuitorilor sunt maghiari (88,71%), cu minorități de romi (3,89%) și români (3,16%), iar pentru 4,13% nu se cunoaște apartenența etnică. Din punct de vedere confesional, majoritatea locuitorilor sunt romano-catolici (82,72%), cu minorități de reformați (3,72%), ortodocși (2,67%), penticostali (1,9%) și altele (1,05%), iar pentru 4,86% nu se cunoaște apartenența confesională.

## Politică și administrație
Comuna Leliceni este administrată de un primar și un consiliu local compus din 11 consilieri. Primarul, István-Alfréd Nagy[*], de la Uniunea Democrată Maghiară din România, este în funcție din octombrie 2020. Începând cu alegerile locale din 2024, consiliul local are următoarea componență pe partide politice:
|  | Partid                                 | Consilieri | Componența Consiliului | Componența Consiliului | Componența Consiliului | Componența Consiliului | Componența Consiliului | Componența Consiliului | Componența Consiliului | Componența Consiliului | Componența Consiliului |
|  | -------------------------------------- | ---------- | ---------------------- | ---------------------- | ---------------------- | ---------------------- | ---------------------- | ---------------------- | ---------------------- | ---------------------- | ---------------------- |
|  | Uniunea Democrată Maghiară din România | 9          |                        |                        |                        |                        |                        |                        |                        |                        |                        |
|  | Partida Romilor „Pro Europa”           | 1          |                        |                        |                        |                        |                        |                        |                        |                        |                        |
|  | Nagy Norbert                           | 1          |                        |                        |                        |                        |                        |                        |                        |                        |                        |

## Personalități născute aici
- Péter Ágoston (1617 - 1689), călugăr iezuit, scriitor maghiar.